# Баркер, Ширли
Ширли Фрэнсис Баркер (англ. Shirley Frances Barker, 4 апреля 1911, Фармингтон — 18 ноября 1965, Пенакук, Нью-Гэмпшир) — американская писательница, поэтесса и библиотекарь.

## Биография
Баркер родилась в Фармингтоне, штат Нью-Гэмпшир. Она училась в Университете Нью-Гэмпшира, который окончила со степенью бакалавра в 1934 году, будучи членом общества Phi Beta Kappa:689. Будучи ещё студенткой, она выиграла конкурс молодых поэтов Йельского университета со своим сборником стихов «Тёмные холмы внизу» (1933). Книга была опубликована с предисловием Стивена Винсента Бене и получила хорошие отзывы.
Один из судей обнаружил некоторое литературное сходство между её работами и трудами Роберта Фроста, поэтому президент Университета Нью-Гэмпшира Эдвард М. Льюис попросил Баркер отправить копию сборника Фросту, другу и корреспонденту Льюиса:471. Фрост был в ярости от того, что он воспринимал как антипуританские и антитеистические настроения в поэзии Баркер, и странно настаивал на том, что Баркер является незаконнорождённым потомком человека, описанного в её стихотворении «Портрет»:471–3. Фрост написал непристойное стихотворение «Гордость предков»:473 и религиозную поэму «Не все там», что его биограф описал как «характерный акт поэтического возмездия»:474. Он не рассказал Льюису о своих возражениях против работы Баркер:474–5, и нет никаких записей о какой-либо переписке между Фростом и Баркер:690.
Баркер не публиковала ни одной книги в течение шестнадцати лет. В 1938 году она получила степень магистра по английскому языку в колледже Рэдклиффа, а в 1941 году — степень в области библиотечного дела в Школе информации и библиотековедения Института Пратта. Начиная с 1940 года она работала библиотекарем в Нью-Йоркской публичной библиотеке, в основном в отделе американской истории.
В 1949 году она опубликовала свой дебютный роман «Мир, мои дочери» о судебных процессах над ведьмами в Салеме, на которых, как она считала, присутствовали её предки. Она написала серию успешных исторических романов, действие большинства из которых происходит в её родной Новой Англии, а некоторые содержат элементы сверхъестественного. Два её романа, «Rivers Parting» (1952) и «Swear by Apollo» (1959), были отобраны Литературной гильдией. Успех этих романов позволил ей в 1953 году покинуть Нью-Йоркскую публичную библиотеку и переехать в Конкорд, штат Нью-Гэмпшир:689.
Баркер была найдена мёртвой в машине в её гараже в Пенакуке, штат Нью-Гэмпшир, от отравления угарным газом. Окна машины были подняты, а бензобак пуст. Её смерть была признана самоубийством. Когда биограф Фрост Лоуренс Томпсон попытался получить доступ к её бумагам, её душеприказчик сообщил ему, что все они «исчезли при загадочных обстоятельствах»:690. Однако машинописные тексты, гранки и корректуры романов «Лиза Боу», «Клянись Аполлоном» и «Последний джентльмен» находятся в библиотеке Университета Нью-Гэмпшира.

## Избранные труды
- The Dark Hills Under (стихи), Yale University Press (New Haven, CT), 1933.
- Peace, My Daughters, Crown (New York, NY), 1949.
- Rivers Parting, Crown, 1950.
- A Land and a People (стихи), Crown, 1952.
- Fire and Hammer, Crown, 1953.
- Tomorrow the New Moon, Bobbs (New York, NY), 1955.
- Liza Bowe, Random (New York, NY), 1956.
- Swear by Apollo, Random, 1958.
- The Trojan Horse, Random, 1959.
- The Last Gentleman, Random, 1960.
- Corner of the Moon, Crown, 1961.
- The Road to Bunker Hill, Duell, Sloan & Pearce (New York, NY), 1962.
- Strange Wives, Crown, 1963.